# جوناثان برنس
جوناثان برنس (بالإنجليزية: Jonathan Prince)‏ هو كاتب سيناريو وممثل أمريكي، ولد في 16 أغسطس 1958 ببيفرلي هيلز في الولايات المتحدة.

## أعمال

### أفلام
- (1981) هالوين 2

## وصلات خارجية
- جوناثان برنس على موقع IMDb (الإنجليزية)
- جوناثان برنس على موقع ألو سيني (الفرنسية)
- جوناثان برنس على موقع ميوزك برينز (الإنجليزية)
- جوناثان برنس على موقع أول موفي (الإنجليزية)
- جوناثان برنس على موقع قاعدة بيانات الأفلام السويدية (السويدية)
- جوناثان برنس على موقع قاعدة بيانات الفيلم (الإنجليزية)
- جوناثان برنس على موقع كينوبويسك (الروسية)